# La lista di Babbo Natale
La lista di Babbo Natale (Naughty or Nice) è un film televisivo diretto da David Mackay, e interpretato da Hilarie Burton, Matt Dallas, Danneel Ackles e Michelle Hurd.

## Trama
Krissy Kringle è una giovane donna che sogna di riuscire a sposare il suo fidanzato, Lance. Unico inconveniente: porta lo stesso nome di Babbo Natale che, secondo la leggenda, è anche chiamato Kris Kringle. Questo cognome le ha valso molte battute di scherno e soprattutto il terribile inconveniente di essere invasa da lettere di bambini appena l'avvicinarsi dicembre. Un giorno, in mezzo alle centinaia di lettere, scopre uno strano libro con poteri magici che le mostrerà tutte le cattive azioni di chi le sta intorno.